# Federico II. Gonzaga
Federico II. Gonzaga, italijanski plemič, * 17. maj 1500, †  28. avgust 1540. 
Federico II. Gonzaga je bil vladar italijanskega mesta Mantova (najprej kot markiz, pozneje kot vojvoda) od leta 1519 do svoje smrti. Od leta 1536 je bil tudi markiz Montferrata.

## Življenjepis
Bil je sin Francesca II. Gonzage, markiza Mantove, in Isabelle d'Este. Federico Gonzaga je bil 3. aprila 1519 imenovan za markiza Mantove , najprej pod nadzorom svoje matere in njegovih stricev Sigismonda in Giovannija Gonzaga. 7. aprila 1521 je od Karla V. prejel cesarsko investituro (umestitev).
Papež Leon X. ga je kljub slabim vojaškim izkušnjam imenoval za gonfalonjerja (gonfalonjer je bil imetnik zelo ugledne skupne pisarne v srednjeveški in renesančni Italiji, zlasti v Firencah in papeški državi. Ime izhaja iz besede gonfalone, ki se je uporabljala za zastave občin) in kapetana generala Cerkve (vrhovnega poveljnika papeške vojske), čeprav se je po določbi Federico lahko izognil boju proti cesarstvu, ki ga je Mantova vedno podpirala. Zato Federico ni posredoval, ko so cesarski vojaki leta 1527 prečkali njegovo deželo, kar je posredno povzročilo poznejše plenjenje Rima.
Federico je podpisal zakonsko pogodbo z dedičem markize Monteferrata Mario Paleolog, da bi pridobil to zemljo; markiz Bonifacij IV. iz Montferrata je bil slabega zdravja. Ko se je zdelo, da si je Bonifacij opomogel, je z Mario skoval zaroto proti Federicovi ljubici Isabelli Boschetti: to je bilo dovolj, da je papež odpovedal poročno pogodbo.
Federico je potem podpisal še eno zakonsko pogodbo s tretjo sestrično Karla V. Julijo Aragonsko. Leta 1530 je dobil vojvodski naslov in člani njegove družine so postali vojvode Mantove. Ko je Bonifacij umrl zaradi padca s konja 25. marca istega leta, je Federico plačal 50.000 dukatov Karlu v zameno za razglasitev ničnosti pogodbe in prosil papeža za obnovitev prejšnjega sporazuma o poroki. Ko je umrla tudi Maria, se je 16. novembra 1531 lahko poročil z njeno sestro Margaret. Po smrti zadnjega zakonitega moškega dediča družine Paleolog Giovannija Giorgia (1533) je Montferrat pripadel družini Gonzaga, ki so ga obdržali do 18. stoletja.
Federico je naročil gradnjo Palače Te, ki jo je zasnoval in okrasil Giulio Romano kot poletno palačo zunaj Mantove.
Po hudem trpljenju zaradi sifilisa, ki ga je podedoval od svojega očeta, je leta 1540 umrl v svoji vili v Marmirolu. Njegov sin Francesco je tik pred svojo smrtjo v najstniških letih prevzel naslov drugega vojvode Mantove; drugi sin, Gugliemo, je postal tretji vojvoda Mantove, vojvoda Montferrata in nadaljeval dinastijo.

## Družina in potomci
Federico in Margaret sta imela sedem otrok:
- Eleonora Gonzaga,
- Anna Gonzaga,
- Francesco III. Gonzaga, vojvoda Mantove (10. marec 1533–22. februar 1550),
- Isabella Gonzaga, poročena s Francescom Ferdinandom d'Ávalosom,
- Guglielmo Gonzaga, vojvoda Mantove (24. april 1538–4. avgust 1587), poročen z nadvojvodinjo Eleanoro iz Avstrije,
- Louis Gonzaga, vojvoda Neversa (22. oktober 1539–23. oktober 1595), oče Karla I. Gonzage, vojvode Mantove,
- kardinal Federico Gonzaga (1540–21. februar 1565).